# Patera de Kvasha
Kvasha Patera
Pour les articles homonymes, voir Kvasha.
La patera de Kvasha (désignation internationale : Kvasha Patera) est une patera située sur Vénus dans le quadrangle d'Ix Chel Chasma. Elle a été nommée en référence à Lidiya Kvasha; minéralogiste et chercheuse sur les météorites soviétiques (1909–1977).